# Arches (Vosges)
Arches é uma comuna francesa na região administrativa de Grande Leste, no departamento de Vosges. Estende-se por uma área de 17,5 km². Em 2010 a comuna tinha 1 682 habitantes (densidade: 96,1 hab./km²).